# 賽·威廉斯
弗瑞德里克·「賽」·威廉斯（英語：Frederick "Cy" Williams，1887年12月21日—1974年4月23日），為前美國職棒大聯盟的外野手，生涯曾效力於小熊與費城人兩隊。他是死球時代少數的全壘打重砲手。

## 職業生涯
1912年7月18日，年僅24歲的威廉斯登上大聯盟。他在1915年到1927年間都是聯盟中少數打擊火力出色的外野手，期間他拿過四次聯盟全壘打王。
威廉斯是國聯史上首位生涯敲出200轟的選手，在19世紀出生的選手中，只有貝比·魯斯和羅傑·霍斯比比他早敲出生涯200轟。他在國聯的全壘打紀錄一直到1929年才被霍斯比打破。
另外，威廉斯也是大聯盟首位在比賽中上演守備布陣的球員。因此守備布陣又稱作威廉斯輪轉。後來這個守備技術被用來對付「打擊之神」泰德·威廉斯，恰巧兩人剛好同姓，這也讓不少人認為守備布陣跟泰德·威廉斯關係較大。1930年，42歲的威廉斯在大聯盟打完最後一個球季。隔年他到了小聯盟，以球員兼總教練的身分繼續在場上拚戰。

## 生涯打擊成績
| 出賽次數 | 打席 | 打數 | 得分 | 安打 | 二安 | 三安 | 全壘打 | 打點 | 盜壘 | 保送 | 三振 | 打擊率 | 上壘率 | 長打率 | OPS  |
| -------- | ---- | ---- | ---- | ---- | ---- | ---- | ------ | ---- | ---- | ---- | ---- | ------ | ------ | ------ | ---- |
| 2002     | 7727 | 6780 | 1024 | 1981 | 306  | 74   | 251    | 1005 | 115  | 690  | 721  | .292   | .365   | .470   | .835 |

## 晚年
退休之後，威廉斯成為一名建築師，並在威斯康辛州工作。他還擔任過威斯康辛州三湖市三湖戲院的設計師，並參與開幕剪綵儀式。

## 外部連結
- 球員資訊和成績在MLB，ESPN，Retrosheet ，Baseball Reference ，Baseball Reference (Minors) ，Fangraphs ，The Baseball Cube （英文）

| 成就               | 成就                  | 成就             |
| ------------------ | --------------------- | ---------------- |
| 前任： 吉姆·巴頓里 | 完全打擊 1927年8月5日 | 繼任： 比爾·泰瑞 |